# Palade (Hiiumaa)

Bauernmuseum Soera

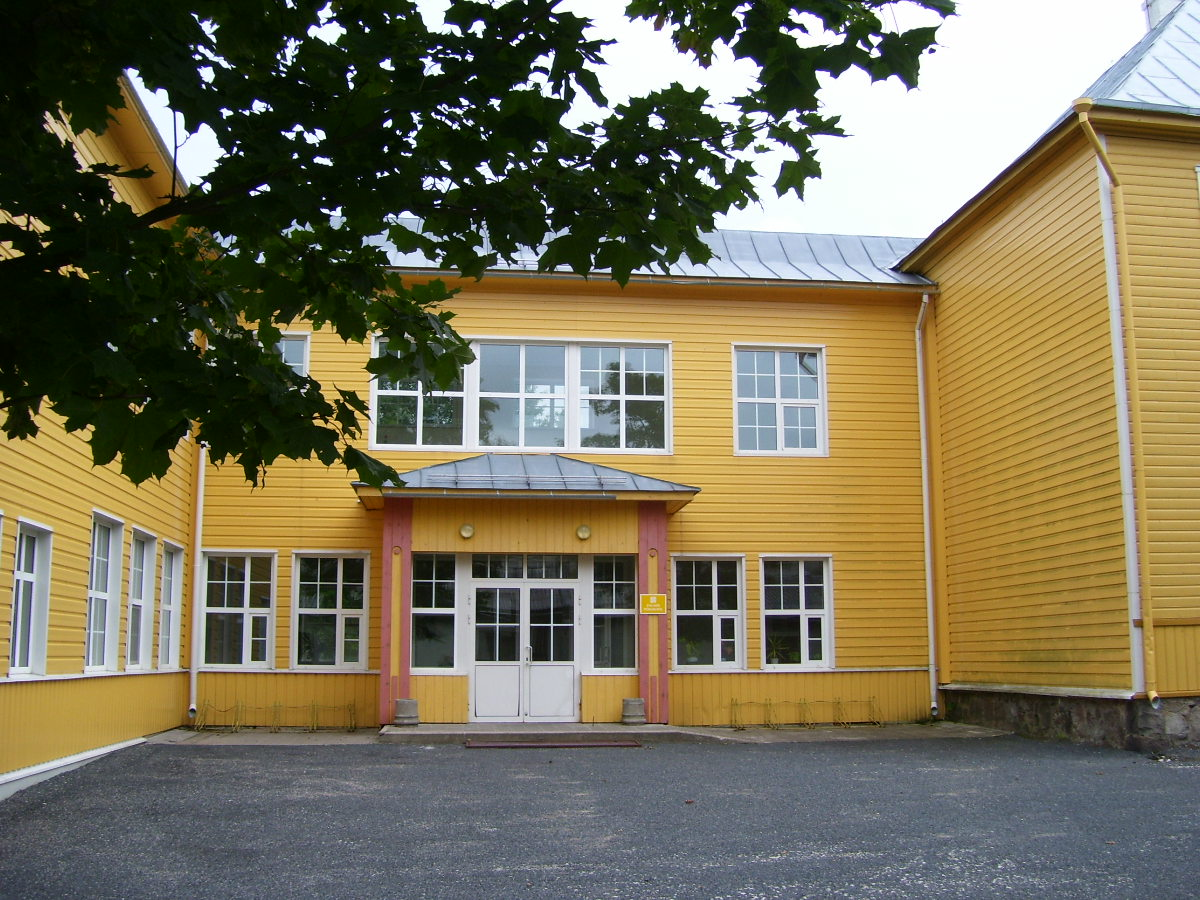
Dorfschule von Palade

Palade ist ein Dorf (estnisch küla) in der Landgemeinde Hiiumaa (bis 2017: Landgemeinde Pühalepa). Es liegt auf der zweitgrößten estnischen Insel Hiiumaa (deutsch Dagö).

## Beschreibung
Palade hat 27 Einwohner (Stand 31. Dezember 2011). Es liegt sieben Kilometer südöstlich der Inselhauptstadt Kärdla.
In dem Ort gibt es ein Sportzentrum und eine Schule. Dort unterrichtete 1931 der estnische Schriftsteller Paul Rummo (1909–1981).
In Palade unterhält die estnische Baptistengemeinde ein Gebetshaus und einen Friedhof.

## Bauernmuseum Soera
In Palade befindet sich auf dem ehemaligen Gehöft Soera ein Bauernmuseum (Soera talumuuseum). Es wurde 1979 eröffnet.
Die Anlage zeigt die Arbeit und die Lebensweise der Landbevölkerung von Hiiumaa im 18. und 19. Jahrhundert. In den traditionellen Balkanhäusern mit ihren Schilfdächern sind zahlreiche Gegenstände und Gerätschaften des bäuerlichen Lebens der früheren Jahrhunderte zu sehen. Besonders die traditionelle Rauchsauna ist bei Besuchern beliebt.